# فرانك كامبل (مصرفي)
فرانك كامبل (بالإنجليزية: Frank Campbell)‏ هو مصرفي أمريكي، ولد في 27 مارس 1858 في Bath, New York ‏ في الولايات المتحدة، وتوفي في 20 فبراير 1924.